# Johnsburg (Illinois)
Johnsburg è un villaggio degli Stati Uniti d'America, situato nello Stato dell'Illinois, nella contea di McHenry.
| Controllo di autorità | VIAF (EN) 158313114 · LCCN (EN) n83065135 · J9U (EN, HE) 987007555116705171 |